# What I Did for Love
"What I Did for Love" é uma canção do DJ francês David Guetta, gravada para o seu sexto álbum de estúdio Listen. Conta com a participação da cantora britânica Emeli Sandé. O seu lançamento ocorreu a 2 de fevereiro de 2015 em formato digital. 
No dia 1 de julho de 2015 foi lançada uma nova versão da música em parceria com a cantora pop japonesa Namie Amuro, esta nova versão foi lançada como single no Japão e foi incluída no álbum "Genic" de Namie Amuro e na edição japonesa do álbum Listen de David Guetta.

## Desempenho nas tabelas musicais

### Posições
| Tabela musical (2014-2015)           | Melhor posição |
| ------------------------------------ | -------------- |
| Alemanha - Media Control AG          | 16             |
| Austrália - ARIA Singles Chart       | 20             |
| Áustria - Ö3 Austria Top 40          | 10             |
| Bélgica - Ultratop 50 (Flandres)     | 24             |
| Bélgica - Ultratop 50 (Valónia)      | 35             |
| França - SNEP                        | 30             |
| Irlanda - Top 100 Singles            | 22             |
| Israel - Media Forest                | 1              |
| Países Baixos - Mega Single Top 100  | 56             |
| Reino Unido - UK Singles Chart       | 6              |
| Reino Unido - UK Dance Singles Chart | 1              |
| Suíça - Schweizer Hitparade          | 4              |

### Certificações
| País        | Provedor | Certificação |
| ----------- | -------- | ------------ |
| Reino Unido | BPI      | Prata        |